# ZNF83
La proteína 83 del dedo de zinc es una proteína que en humanos está codificada por el gen ZNF83.